# WatchOS 4
watchOS 4 est le 4e système d'exploitation de l'Apple Watch. Il est développé par Apple Inc..
Comme toutes les autres versions de watchOS, ce système d’exploitation est basé sur iOS, ici iOS 11. watchOS 4 a été présenté lors de la WWDC 17, le 5 juin 2017 à San José.

## Fonctionnalités[3]

### Jumelage avec l’iPhone
Apple a apporté quelques améliorations qui permet de jumeler un Apple Watch à l’iPhone

### Dock
Le Dock de l’Apple Watch est maintenant en vertical carrousel plutôt qu’en horizontal

### Cadrans
Apple a apporté trois nouveaux cadrans: le premier cadrant contient des widgets de Siri, qui affiche des informations contextuelles sous la forme de cartes, le deuxième contient des effets kaléidoscopes et le troisième contient des images animées de Toy Story.

### Cœur
On peut recevoir une notification sur l’iPhone en cas de rythme cardiaque élevé après 10 minutes d’inactivité.

### Lampe torche
On peut désormais avoir la lampe torche sur l’Apple Watch

### Clavier pour les coups de fils
L’Apple Watch intègre un clavier téléphonique qui permet d’appeler un correspondant depuis l’Apple Watch

### Bon anniversaire
L’Apple Watch peut souhaiter bon anniversaire à son propriétaire avec des ballons sur l’écran.

## Compatibilité
watchOS 4 est compatible avec les appareils suivants:
- Apple Watch
- Apple Watch Series 1
- Apple Watch Series 2
- Apple Watch Series 3